# لیمات
لیمات (به لاتین: Limmat) یک رود در سوئیس است که در کانتون زوریخ واقع شده‌است.